# Teodor Lacki (zm. 1616)
Teodor Lacki herbu własnego (zm. 1616) – rotmistrz husarski, pisarz polny litewski, alchemik.

## Życiorys
Pochodził z rodziny szlacheckiej Lackich herbu Lacki, osiadłej na Litwie w ziemi trockiej. Ród ten wywodził się z Wielkiego Księstwa Moskiewskiego, Teodor był wnukiem bojara Iwana Lackiego, który w 1535 razem kniaziem Siemionem Bielskim uciekł z Moskwy i przystał na służbę króla polskiego.

W latach 1584–1586 przebywał we Włoszech, następnie podróżował po Francji, Niemczech, Niderlandach i Malcie. Zajmował się alchemią, w 1589 razem z Michałem Sędziwojem pracował w Rzymie nad przemianą miedzi w srebro.

Służbę wojskową rozpoczął za panowania Stefana Batorego. W 1600 po wybuchu wojny ze Szwecją o Inflanty, król Zygmunt III Waza polecił Lackiego na urząd pisarza polnego litewskiego, mimo to hetman Krzysztof Radziwiłł mianował pisarzem kogoś innego.
W 1601 Lacki jako towarzysz chorągwi husarskiej walczył w bitwach pod Erlaa i Kokenhausen. W następnym okresie wojny walczył pod komendą hetmana Chodkiewicza. W 1604 w bitwie pod Białym Kamieniem dowodził chorągwią husarską. Należał do grona nielicznych rotmistrzów, których żołnierze nie przystąpili do zawiązanych w związku zaległościami w wypłatach żołdu konfederacji.
W czasie bitwy pod Kircholmem jego 200 konna chorągiew husarska była odwodem armii Rzeczypospolitej. Odwód ten został użyty przez Chodkiewicza do walki na prawym skrzydle, Lacki szarżą oskrzydlającą rozbił wojska szwedzkie, następnie rozproszył oddziały idące im na pomoc, jego husaria ścigając wroga weszła na tyły armii Karola IX powodując powszechne zamieszanie i panikę. W walce Lacki został ranny.

Za zasługi w wojnie o Inflanty otrzymał urząd pisarza polnego litewskiego i uposażenie. W czasie rokoszu Zebrzydowskiego stał po stronie króla. Był posłem na sejm w 1607, podczas którego wybrano go do komisji powołanej w celu uspokojenia Rzeczypospolitej.

Zmarł w 1619.

## Rodzina
Żonaty z Izabelą Bonarelli della Rovere, córką Pietro Bonarelliego, generała w księstwie Urbino. Z tego związku miał syna, Jana Alfonsa Lackiego, kasztelana mińskiego, żmudzkiego, starostę generalnego żmudzkiego. Z poprzedniego związku z nieznaną kobietą miał córkę Katarzynę, poślubioną Teodorowi Skuminowi Tyszkiewiczowi, podskarbiemu litewskiemu.